# 백상원
백상원(白相元, 1988년 1월 2일 ~ )은 전 KBO 리그 삼성 라이온즈의 내야수이다.

## 아마추어 시절
단국대학교에서 선수로 활약하며 2년 연속 국가 대표에 선발될 정도로 주목받았다.

## 삼성 라이온즈시절
단국대학교 졸업 후 2010년에 4라운드(전체 28순위) 지명을 받아 입단했다.2010년 퓨처스 리그 개막 때부터 4월 말까지 56타수 3안타로 매우 부진해 그 해 1군 경기에 출전하지 못했다. 하지만 노력한 끝에 남부 리그 수위 타자가 되었다.

## 상무 야구단시절
시즌 후 곧바로 상무 야구단에 입대하여 복무를 마치고 2012년에 제대했다.

## 삼성 라이온즈복귀
2013년 4월 27일 KIA전을 앞두고 처음으로 1군에 등록되어 그 날 경기에서 대수비로 출전했다. 하지만 이후에는 1군에서 안타를 기록하지 못해 2군에 계속 머물러 있다가, 김상수의 부상으로 다시 1군에 올라와 2013년 10월 3일 롯데전에서 김성배를 상대로 데뷔 첫 안타와 타점을 기록했다. 2018년 10월 19일에 방출되었다.

## 별명
이름에 '백상'이 들어가 '백상아리'라고 불린다.

## 출신 학교
- 대구남도초등학교
- 경상중학교
- 경북고등학교
- 단국대학교

## 통산 기록
| 연도 | 팀명  | 타율  | 경기 | 타수 | 득점 | 안타 | 2루타 | 3루타 | 홈런 | 루타 | 타점 | 도루 | 도실 | 볼넷 | 사구 | 삼진 | 병살 | 실책 |
| ---- | ----- | ----- | ---- | ---- | ---- | ---- | ----- | ----- | ---- | ---- | ---- | ---- | ---- | ---- | ---- | ---- | ---- | ---- |
| 2013 | 삼성  | 0.500 | 5    | 4    | 1    | 2    | 1     | 0     | 0    | 3    | 1    | 0    | 0    | 0    | 0    | 1    | 0    | 0    |
| 2014 | 삼성  | 0.182 | 31   | 22   | 7    | 4    | 0     | 0     | 0    | 4    | 2    | 0    | 0    | 3    | 0    | 3    | 0    | 3    |
| 2015 | 삼성  | 0.247 | 52   | 77   | 10   | 19   | 5     | 0     | 0    | 24   | 7    | 0    | 0    | 13   | 1    | 22   | 2    | 4    |
| 2016 | 삼성  | 0.288 | 132  | 445  | 60   | 128  | 19    | 3     | 3    | 162  | 49   | 8    | 3    | 51   | 4    | 69   | 15   | 8    |
| 2017 | 삼성  | 0.130 | 28   | 46   | 4    | 6    | 0     | 0     | 0    | 6    | 2    | 0    | 0    | 3    | 0    | 11   | 0    | 2    |
| 2018 | 삼성  | 0.500 | 4    | 6    | 1    | 3    | 0     | 0     | 0    | 3    | 2    | 0    | 0    | 2    | 0    | 0    | 0    | 0    |
| 통산 | 6시즌 | 0.270 | 252  | 600  | 83   | 162  | 25    | 3     | 3    | 202  | 63   | 8    | 3    | 72   | 5    | 106  | 17   | 17   |